# Wereldkampioenschap cricket 1979
Het wereldkampioenschap cricket 1979 was het tweede wereldkampioenschap cricket. Het toernooi werd wederom in Engeland gehouden omdat daar de beste accommodaties waren. Het duurde van 9 juni tot en met 23 juni. West-Indië won opnieuw het toernooi door op Lord's cricket ground in Londen het gastland met 92 runs te verslaan. Nieuw-Zeeland en Pakistan werden derde en vierde.

## Deelnemende landen en opzet
Alle zes testlanden, waarbij Zuid-Afrika was uitgesloten, waren direct geplaatst. Via de ICC Trophy 1979 konden twee landen zich kwalificeren; Canada en Sri Lanka.
De acht landen werden over twee groepen verdeeld waarvan de top twee doorging naar de halve finale.

## Eerste ronde

### Groep A
| Team      | Wd | W | V | NR | Pnt |
| --------- | -- | - | - | -- | --- |
| Engeland  | 3  | 3 | 0 | -  | 12  |
| Pakistan  | 3  | 2 | 1 | -  | 8   |
| Australië | 3  | 1 | 2 | -  | 4   |
| Canada    | 3  | 0 | 3 | -  | 0   |

Winst 4 punten, "No Result" 2 punten
| 9-06-1979     | Engeland 160/4 (47.1 ov.)   | Australië 159/9 (60 ov.)  | Engeland wint met 6 wickets  | Lord's, Londen, Engeland           |
| 9-06-1979     | Canada 139/9 (60 ov.)       | Pakistan 140/2 (40.1 ov.) | Pakistan wint met 8 wickets  | Headingley, Leeds, Engeland        |
| 13/14-06-1979 | Australië 197/ao (57.1 ov.) | Pakistan 286/7 (60 ov.)   | Pakistan wint met 89 runs    | Trent Bridge, Nottingham, Engeland |
| 13/14-06-1979 | Canada 45/ao (40.3 ov.)     | Engeland 46/2 (13.5o)     | Engeland wint met 8 wickets  | Old Trafford, Manchester, Engeland |
| 16-06-1979    | Engeland 165/9 (60 ov.)     | Pakistan 151/ao (56 ov.)  | Engeland wint met 14 runs    | Headingley, Leeds, Engeland        |
| 16-06-1979    | Canada 105/ao (33.2 ov.)    | Australië 106/3 (26 ov.)  | Australië wint met 7 wickets | Edgbaston, Birmingham, Engeland    |

### Groep B
| Team          | Wd | W | V | NR | Pnt |
| ------------- | -- | - | - | -- | --- |
| West-Indië    | 3  | 2 | 0 | 1  | 10  |
| Nieuw-Zeeland | 3  | 2 | 1 | 0  | 8   |
| Sri Lanka     | 3  | 1 | 1 | 1  | 6   |
| India         | 3  | 0 | 3 | 0  | 0   |

| 9-06-1979        | India 190/ao (53.1 ov.)        | West-Indië 194/1 (51.3 ov.)  | West-Indië wint met 9 wickets    | Edgbaston, Birmingham, Engeland    |
| 9-06-1979        | Nieuw-Zeeland 190/1 (47.4 ov.) | Sri Lanka 189/ao (56.5 ov.)  | Nieuw-Zeeland wint met 9 wickets | Trent Bridge, Nottingham, Engeland |
| 13/14/15-06-1979 | West-Indië                     | Sri Lanka                    | "No result" door hevige regen    | The Oval, Londen, Engeland         |
| 13-06-1979       | India 182/ao (55.5 ov.)        | Nieuw-Zeeland 183/2 (57 ov.) | Nieuw-Zeeland wint met 8 wickets | Headingley, Leeds, Engeland        |
| 16/18-06-1979    | India 191/ao (54.1 ov.)        | Sri Lanka 238/5 (60 ov.)     | SL wint met 47 runs              | Old Trafford, Manchester, Engeland |
| 16-06-1979       | Nieuw-Zeeland 212/9 (60 ov.)   | West-Indië 244/7 (60 ov.)    | West-Indië wint met 32 runs      | Trent Bridge, Nottingham, Engeland |

## Halve finale
| 20-06-1979 | Engeland 221/9 (60 ov.)   | Nieuw-Zeeland 212/8 (60 ov.) | Engeland wint met 9 runs    | Old Trafford, Manchester, Engeland |
| 20-06-1979 | West-Indië 293/6 (60 ov.) | Pakistan 250/ao (56.2 ov.)   | West-Indië wint met 43 runs | The Oval, Londen, Engeland         |

## Finale
| 23-06-1979 | West-Indië 286/9 (60 ov.) | Engeland 194/ao (51 ov.) | West-Indië wint met 92 runs | Lord's, Londen, Engeland |

Regulier wereldkampioenschap (One Day International)
Wereldkampioenschap Twenty20

Wereldkampioenschap testcricket